# Централна лаборатория по приложна физика
Централната лаборатория по приложна физика е научно звено в научно-изследователското направление по нанонауки, нови материали и технологии на Българската академия на науките. Тя се намира в град Пловдив. Лабораторията разработва нанокомпозитни слоеве за индустриални приложения, нови полупроводникови структури за високоефективни слънчеви елементи, енергоспестяващи и екологични светодиодни системи за биологичното земеделие, осветление, сигнализация и мониторинг.